# Ambassade de Corée du Nord en Allemagne
L'ambassade de Corée du Nord en Allemagne est la représentation diplomatique de la Corée du Nord en Allemagne. Elle est située au 5–7 Glinkastraße, à Berlin, la capitale du pays. Son ambassadeur est Pak Nam Jong depuis 2017.

## Histoire

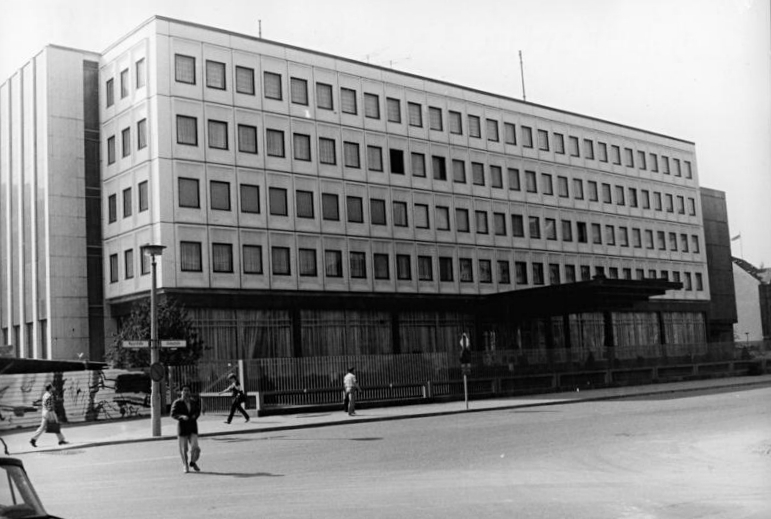
L'ancien bâtiment de l'ambassade en RDA en 1987 (depuis transformé en hôtel).

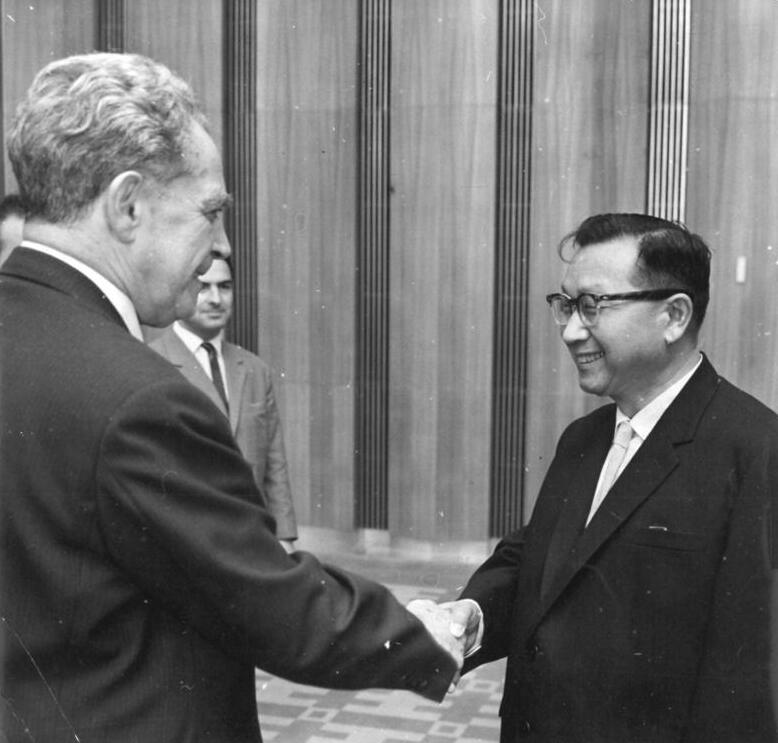
et l'ambassadeur nord-coréen Kwon Jeng Tae au Conseil d'État en 1966.

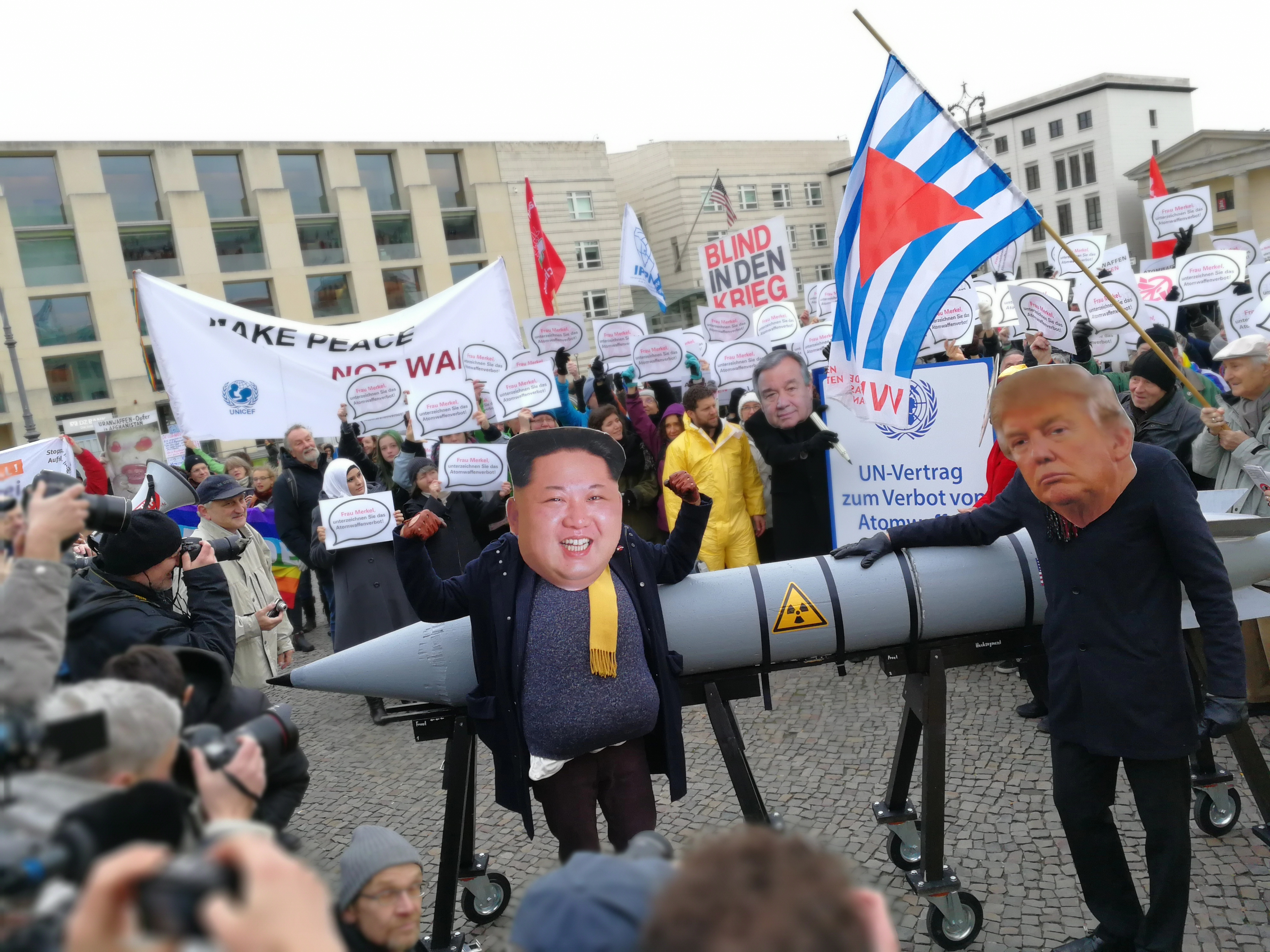
Manifestation anti-nucléaire organisée en novembre 2017 entre l'ambassade nord-coréenne et l'ambassade américaine, dans le contexte d'une montée des tensions entre les deux pays.

La première ambassade ouvre en 1949, à l'emplacement des ruines de l'hôtel Kaiserhof. Elle est située à Berlin-Est, entretenant des relations diplomatiques avec la République démocratique allemande. En 1975, elle déménage au 5 Glinkastraße (de). Connue pour être un lieu de trafics, elle est surveillée étroitement par la Stasi, qui s'inquiète autant du réseau de contrebande de produits du bloc de l'Ouest qui y est organisé que du culte de la personnalité des dirigeants nord-coréens qui y est diffusé. En 1983, l'ambassade compte 30 diplomates et 15 employés, auxquels s'ajoutent leurs 44 épouses et leurs 47 enfants. Ils sont logés dans un bâtiment adjacent, ne pouvant le quitter que par groupe de deux et après en avoir informé leurs supérieurs. En 1983, un télégramme de la Stasi qui les observe indique ainsi qu'ils sont astreints à « deux heures d'instruction quotidiennes aux travaux de Kim Il-sung » par jour, ajoutant que « pour des raisons idéologiques, la télévision et la radio ne sont permises que dans les parties communes ou les bureaux de diplomates sélectionnés ».
Après la chute du mur de Berlin et la réunification allemande (1990), l'ambassade loue le bâtiment qui servait à loger son personnel. Il est transformé en hôtel, prenant le nom de « City Hostel ». Un exploitant se charge de le gérer, versant à l'ambassade un loyer mensuel. L'ambassade et l'hôtel ne sont séparés que par un grillage métallique. Ce genre d'activité commerciale est courante au sein des représentations diplomatiques nord-coréennes à l'étranger. D'une esthétique typique de la RDA des années 1970, comptant 435 lits sur quatre étages, l'hôtel est situé à proximité des lieux touristiques berlinois et pratique des tarifs modiques.
À la fin des années 2010, une polémique éclate, les autorités allemandes reprochant à l'hôtel, qui appartient toujours à la Corée du Nord, de violer l'embargo international visant le pays. Début 2020, l'affaire n'est toujours pas close, l'exploitant ayant fait appel d'une première décision du tribunal administratif ayant demandé la fermeture de l'établissement. Il affirme en effet que le loyer mensuel, estimé à 38 000 euros, aurait pris fin en 2017, l'année où le gouvernement allemand aurait entrepris d'appliquer les sanctions de l'ONU et de l'Union européenne bannissant toute activité commerciale avec Pyongyang, craignant que cela ne serve à financer son programme nucléaire.

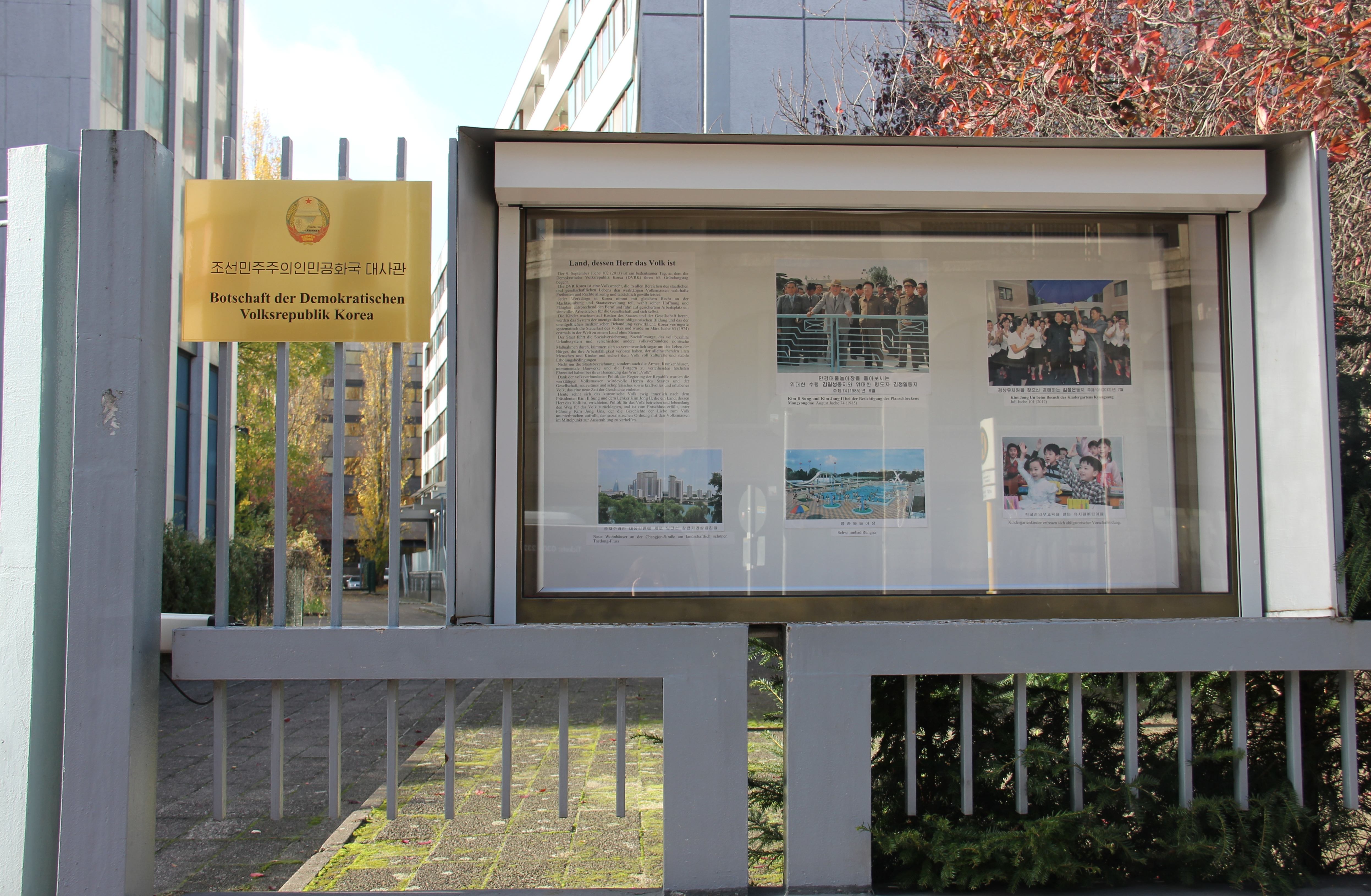
Présentoir à l'entrée.

L'ambassade en elle-même semble pour sa part surdimensionnée par rapport à la dizaine d'employés qui y est rattachée. À l'entrée, un présentoir vitré présente des photos de Kim Il-sung et de Kim Jong-il.

## Ambassadeurs de Corée du Nord en Allemagne
RDA
- 1954-1957 : Pak Kil Jon
- 1957-1961 : Pak Ir Jen
- 1961-1966 : Kwon Jeng Tae
- 1966-1969 : Ro Su Ek
- 1969-1977 : Ri Dzang Su
- 1977-1979 : Kim Guk Hun
- 1980-1985 : Pak Hion Bo
- 1985-1990 : Pak Jong Chan

Allemagne réunifiée
- 2006-2011 : Hong Chang Il[2]
- 2011-2017 : Ri Si Hong[3]
- Depuis 2017 : Pak Nam Jong[4]

## Sources
- (de) Cet article est partiellement ou en totalité issu de l’article de Wikipédia en allemand intitulé « Nordkoreanische Botschaft in Berlin » (voir la liste des auteurs).